# Robert Scholl

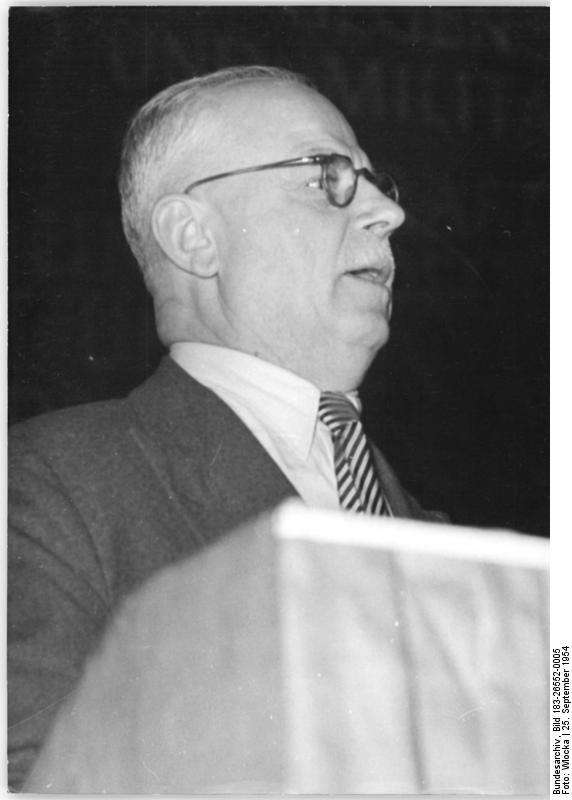
Robert Scholl (1954)

Robert Scholl (* 13. April 1891 in Steinbrück, Gemeinde Geißelhardt; † 25. Oktober 1973 in München) war ein deutscher Politiker. Er war der Vater der Geschwister Scholl, die als Mitglieder der „Weißen Rose“ im Widerstand gegen den Nationalsozialismus aktiv waren.

## Leben
Robert Scholl besuchte nach der Mittleren Reife die Württembergische Verwaltungsfachschule in Stuttgart. Im Ersten Weltkrieg war er Infanterist und Sanitätssoldat. 
1916 heiratete er die Krankenschwester Magdalena Müller (1881–1958) und bekam mit ihr sechs Kinder: Inge (1917–1998), Hans (1918–1943), Elisabeth (1920–2020), Sophie (1921–1943), Werner (1922–1944) und Thilde (1925–1926). Sein vorehelicher Sohn Ernst Gruele (1915–1991) wuchs mit in der Familie auf. 
Von 1917 bis 1919 war Robert Scholl Bürgermeister in Ingersheim an der Jagst und ab 1919 in Forchtenberg. Nachdem er 1930 in Forchtenberg nicht wiedergewählt worden war, übernahm er die Leitung der Handwerkskammer in Stuttgart. Deshalb zogen die Scholls nach Ludwigsburg.
1932 zog die Familie Scholl nach Ulm, wo Robert Scholl eine Kanzlei als Wirtschaftsprüfer und Steuerberater betrieb. In Ulm verbrachten die Kinder der Scholls ihre Jugendzeit.
Der Nationalsozialistischen Deutschen Arbeiterpartei (NSDAP) stand der liberal gesinnte Robert Scholl ablehnend gegenüber und hatte anfangs Probleme damit, seinen noch von den Nationalsozialisten begeisterten Kindern seinen Standpunkt zu vermitteln. 1942 wurde Robert Scholl wegen kritischer Äußerungen über Adolf Hitler, den er als „Geißel Gottes“ bezeichnet hatte, zu vier Monaten Gefängnis verurteilt und mit einem Berufsverbot belegt. Nach der Hinrichtung von Hans und Sophie Scholl am 22. Februar 1943 verschlechterte sich die Situation der Familie weiter. Im Mai 1943 wurde Robert Scholl wegen Hörens ausländischer Sender zu 18 Monaten Gefängnis verurteilt.
Nach dem Zweiten Weltkrieg wurde der als politisch unbelastet geltende und über Erfahrungen in der Kommunalpolitik verfügende Robert Scholl am 6. Juni 1945 von der US-amerikanischen Besatzungsmacht als Nachfolger von Karl Eychmüller zum Oberbürgermeister von Ulm ernannt. Er übernahm das Amt am folgenden Tag und bekleidete es bis zu seiner Wahlniederlage bei der ersten Oberbürgermeisterwahl nach Kriegsende am 21. März 1948.
Als Oberbürgermeister gehörte er auch der Vorläufigen Volksvertretung für Württemberg-Baden an. 
1952 gründeten Robert Scholl, die späteren Bundespräsidenten Gustav Heinemann und Johannes Rau sowie Pastor Martin Niemöller die Gesamtdeutsche Volkspartei. Die GVP lehnte die Westintegration ab.
Scholl widmete sein weiteres Leben der Bewahrung des geistigen Vermächtnisses seiner beiden in der Zeit des Nationalsozialismus hingerichteten Kinder. Seine Grabstätte befindet sich, wie diejenige seiner Frau und seiner Kinder Hans und Sophie, auf dem Friedhof am Perlacher Forst in München.

## Würdigung
Nach Robert Scholl sind der Robert-Scholl-Platz in der Innenstadt von Ulm und der Robert-Scholl-Steg in Ingersheim an der Jagst benannt.

## Galerie

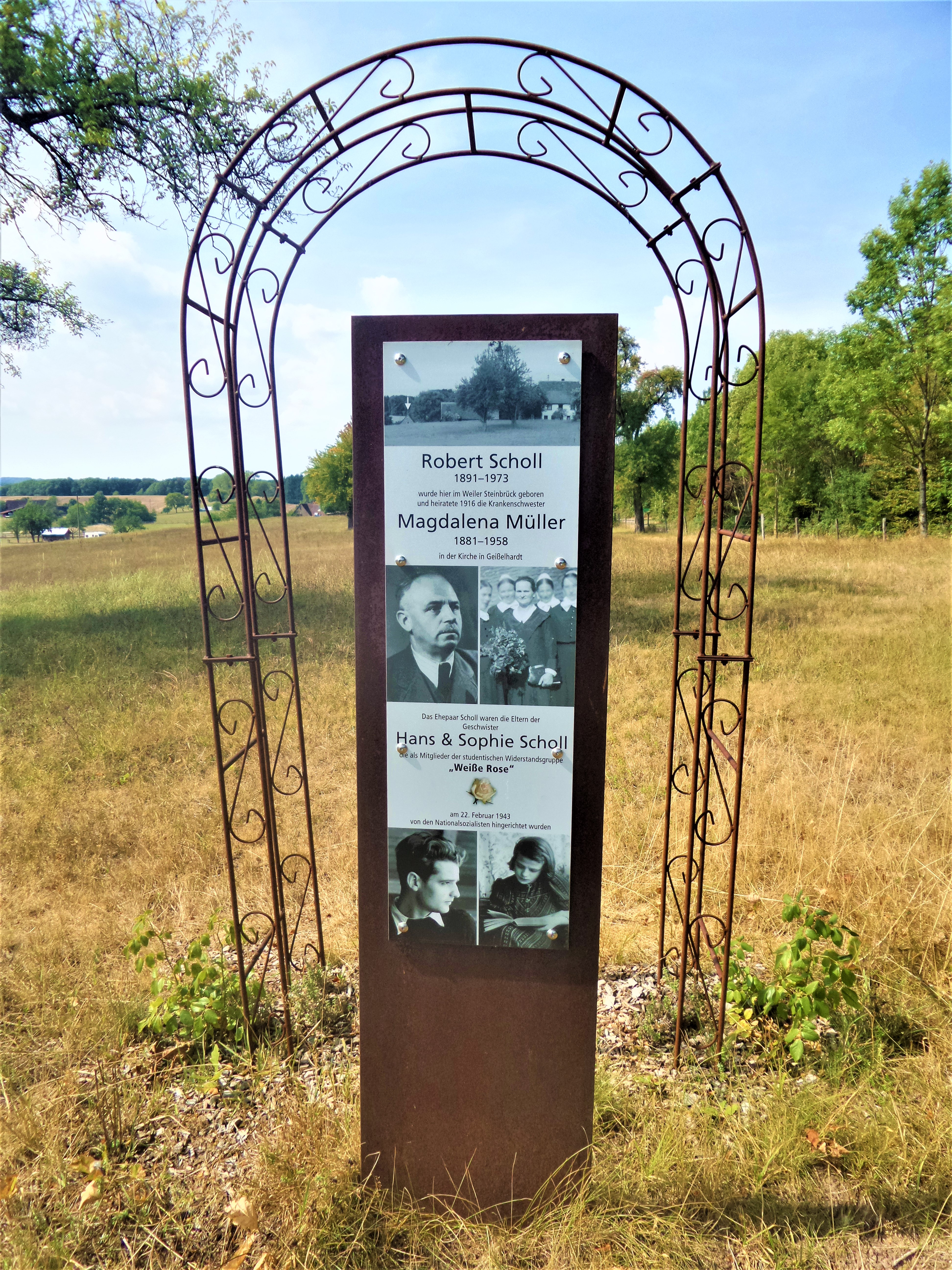
Gedenkstele für Robert Scholl in seinem Geburtsort Steinbrück
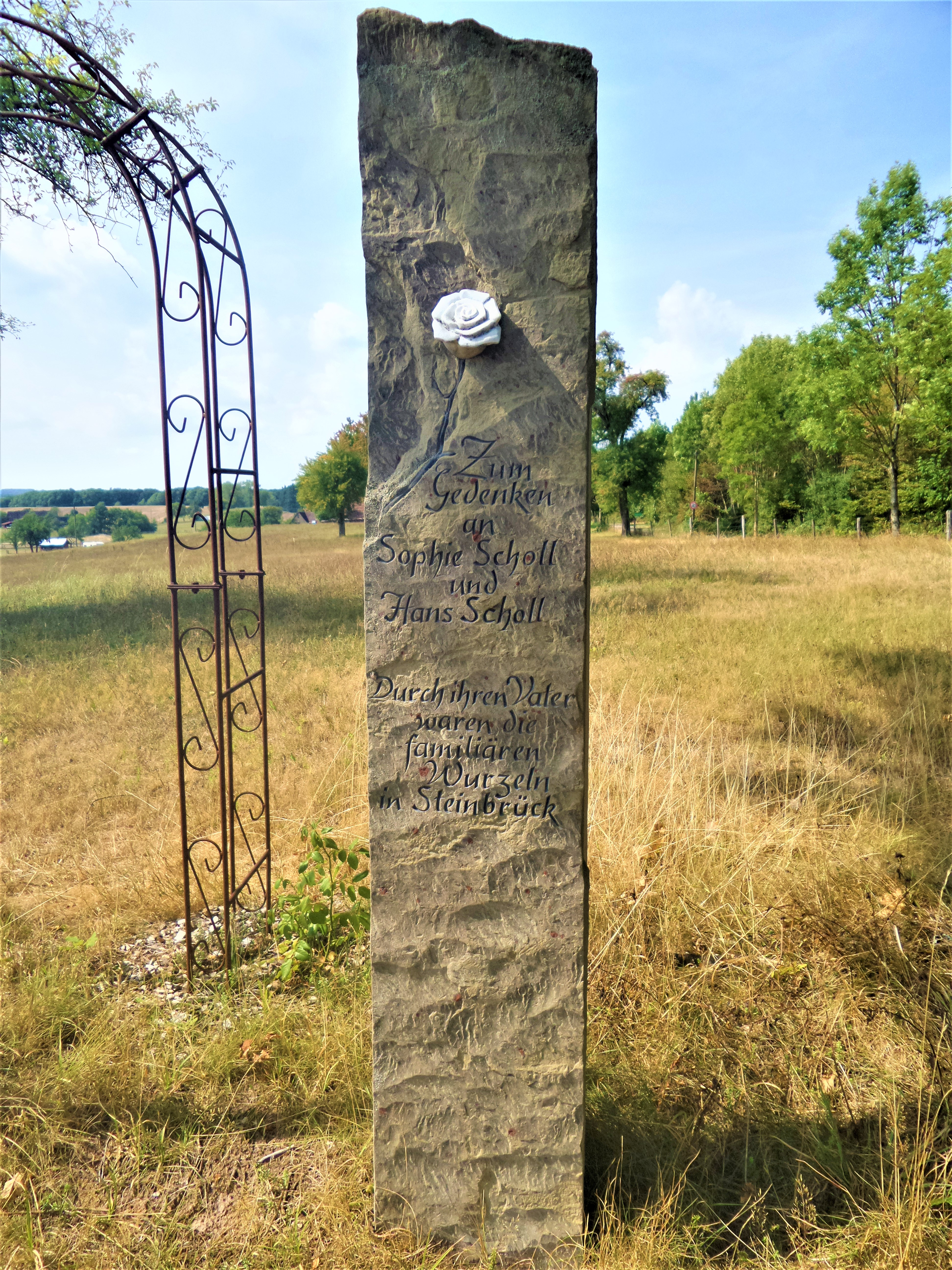
Gedenkstein für Hans und Sophie Scholl
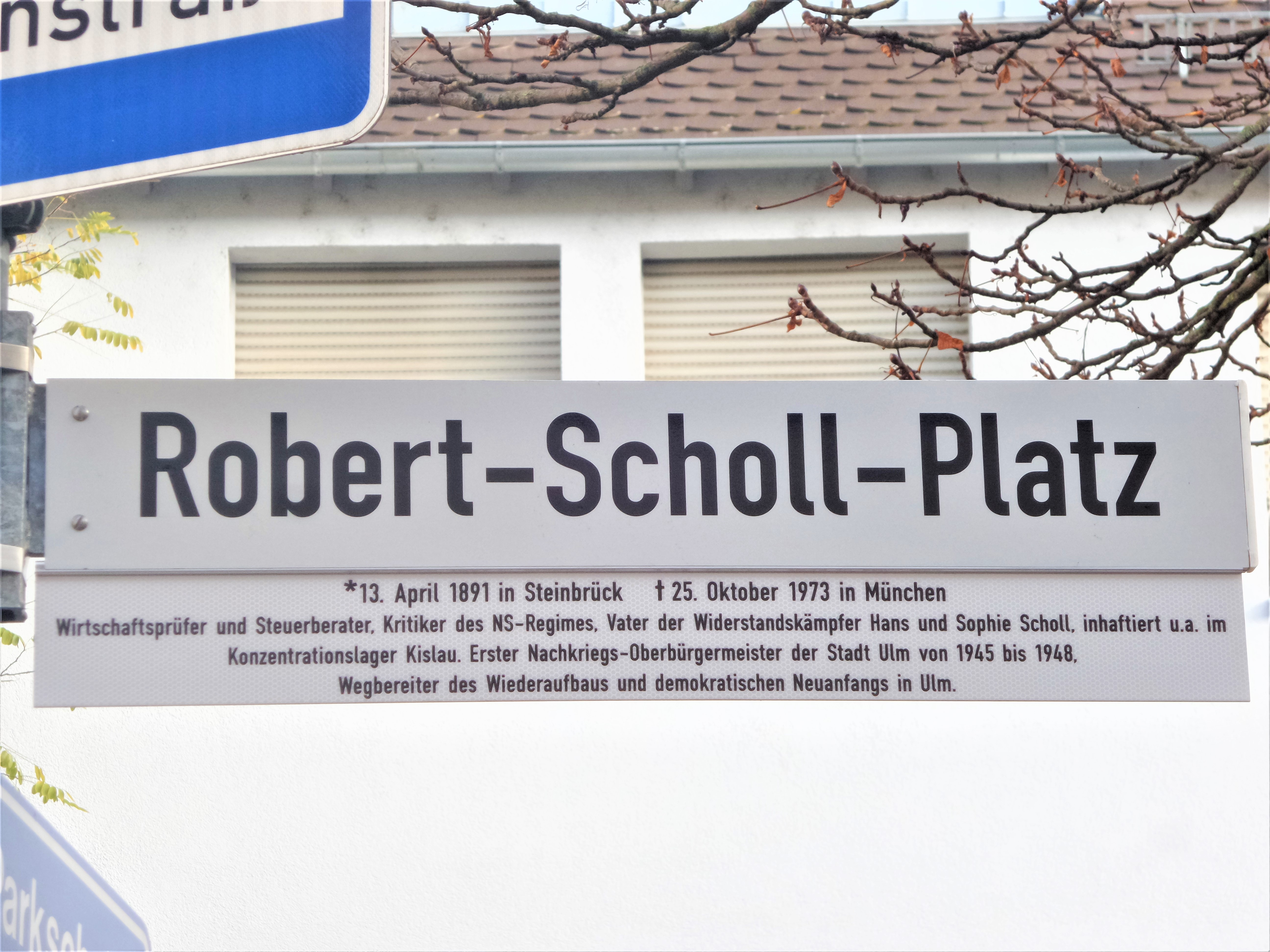
Robert-Scholl-Platz in Ulm
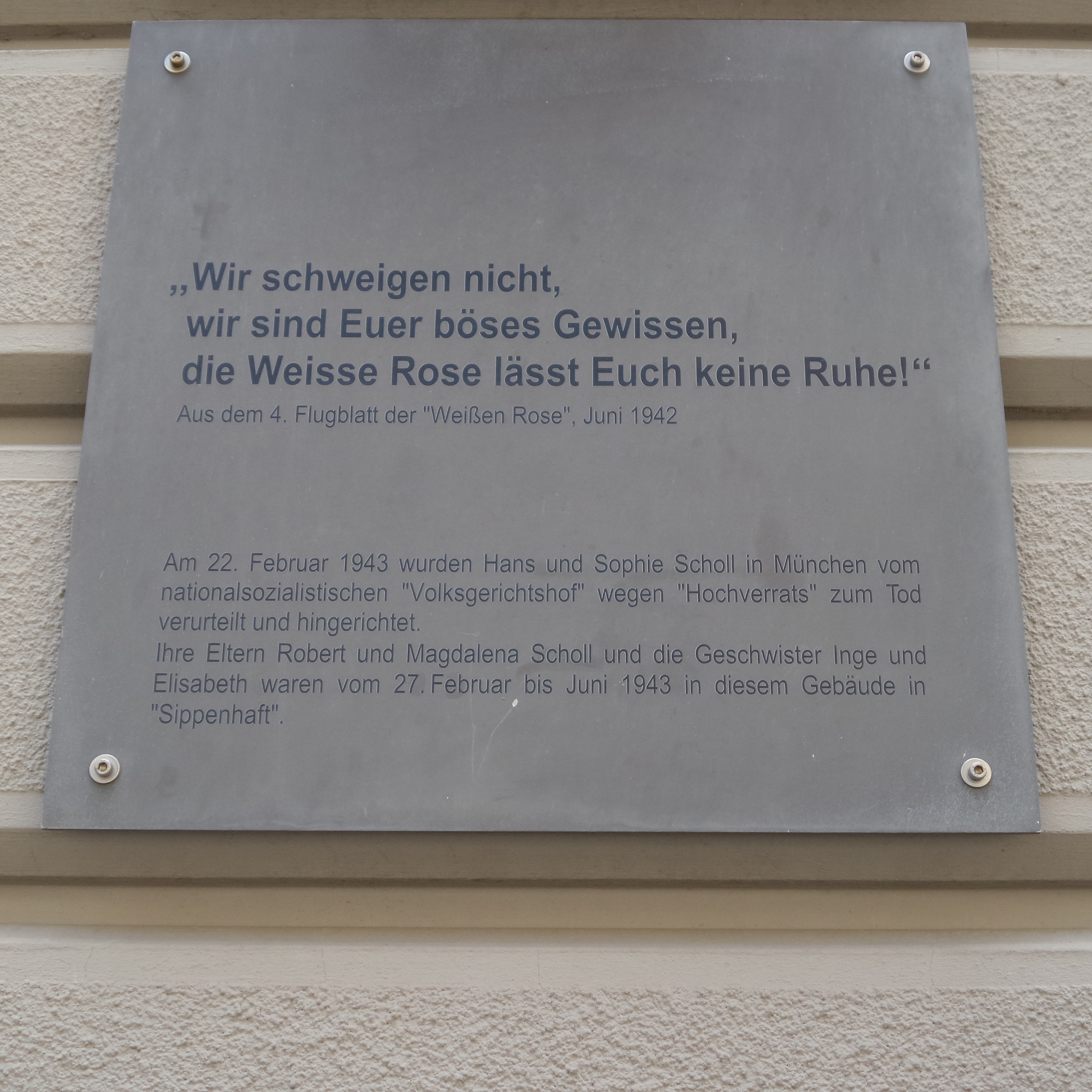
Gedenktafel für die Familie Scholl am Untersuchungsgefängnis im Frauengraben in Ulm
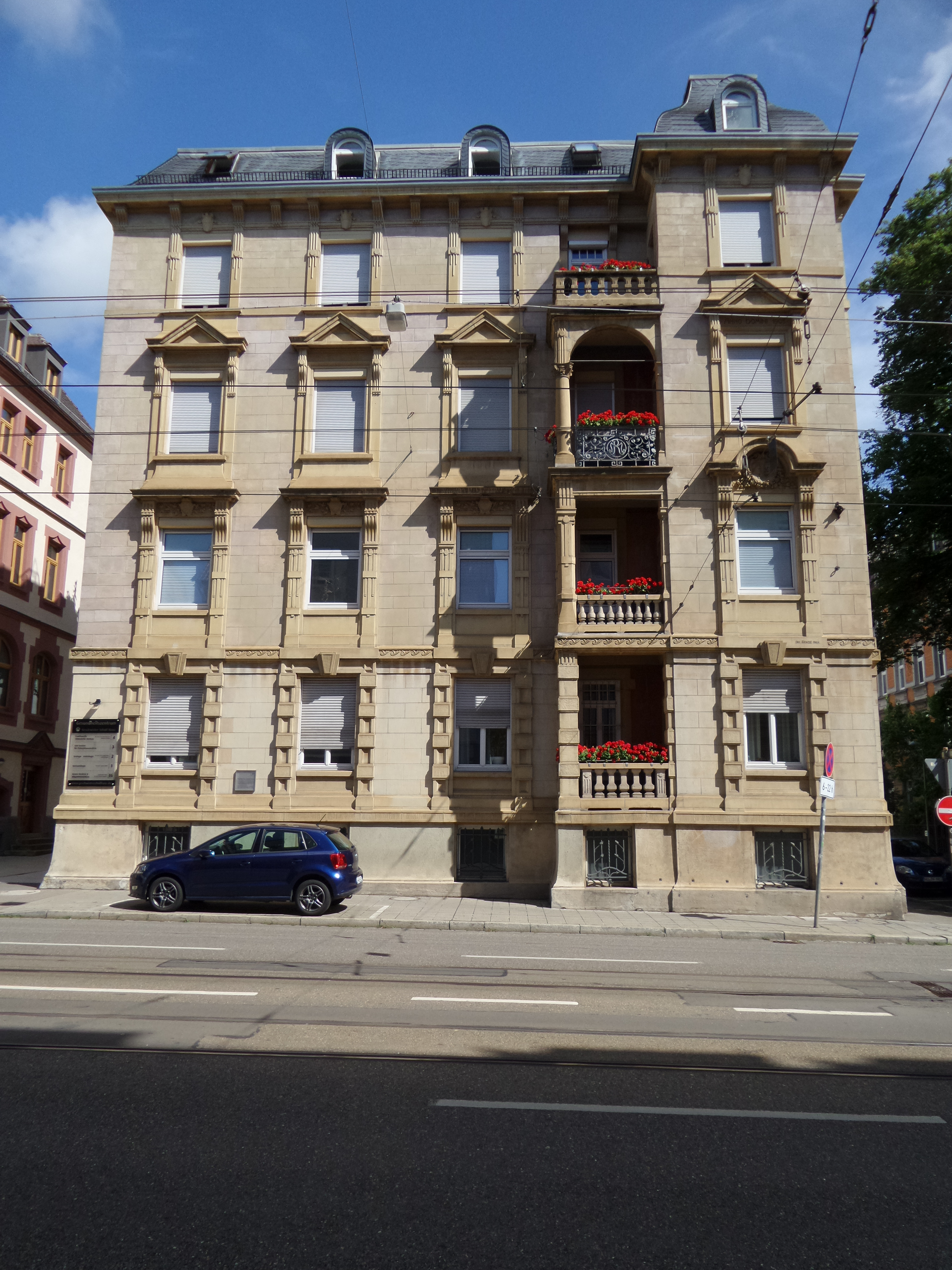
Wohnhaus der Familie Scholl in der Olgastraße 139 in Ulm von 1933 bis 1939
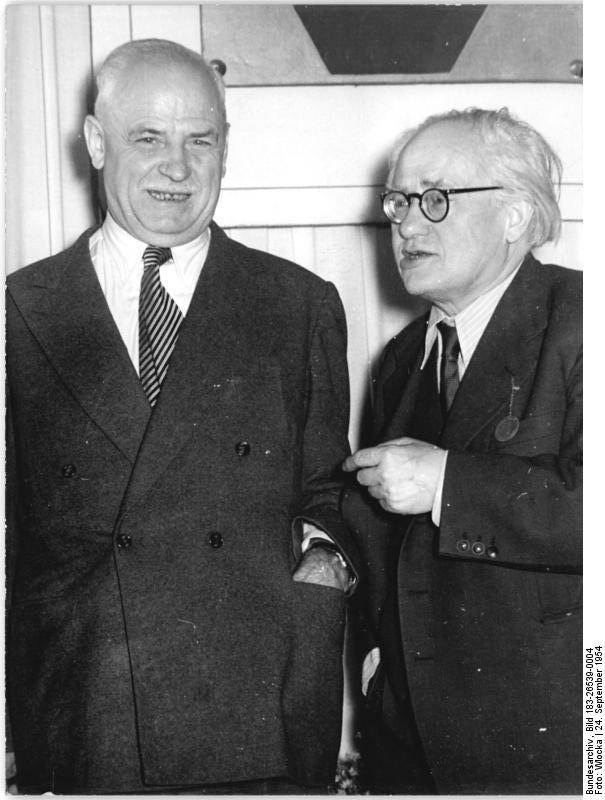
Robert Scholl im Gespräch mit dem westdeutschen Journalisten Gerat auf dem CDU-Parteitag am 23. September 1954 in Weimar
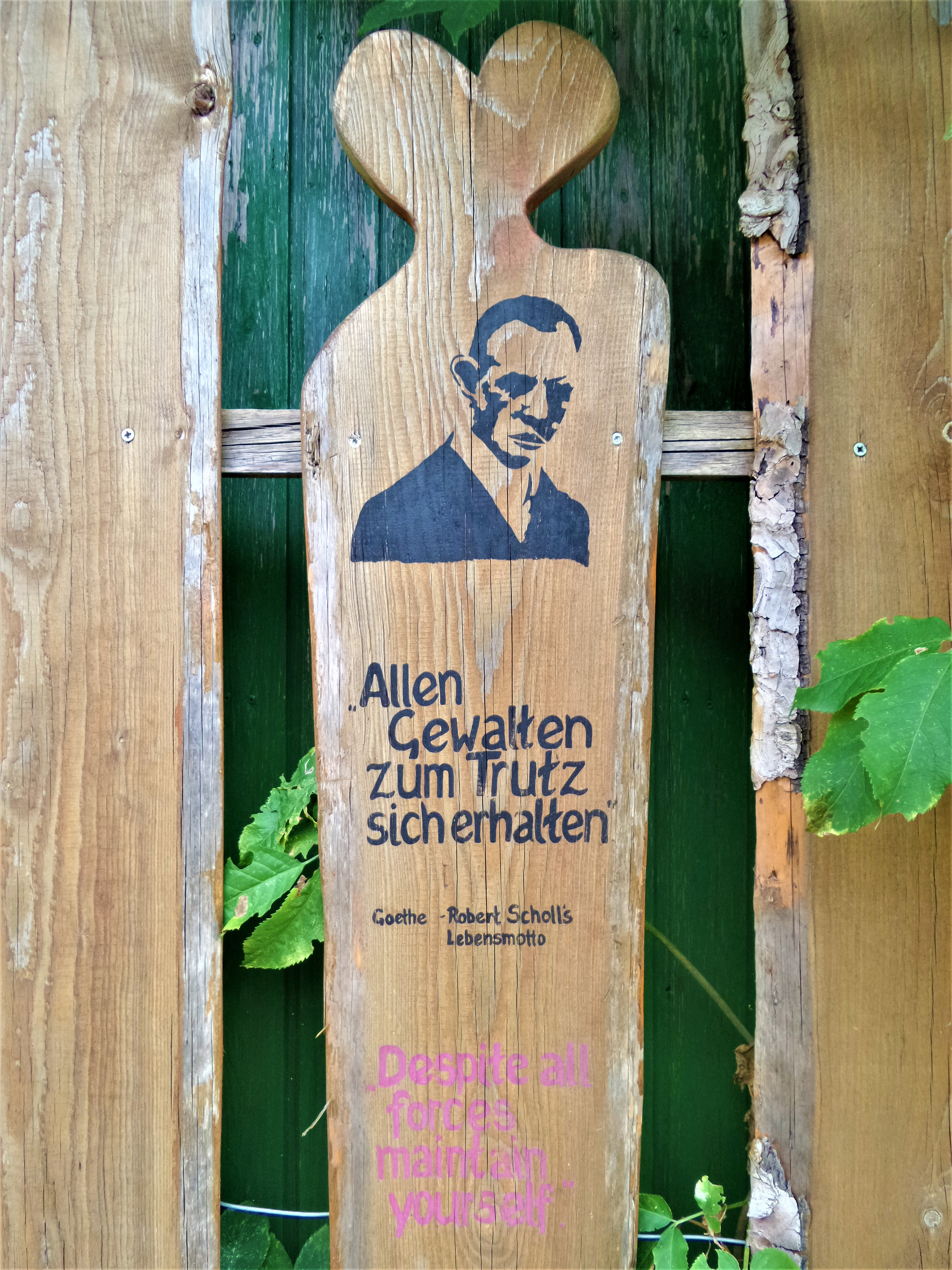
Robert Scholls Lebensmotto am Zaun der Geschichte in seinem Geburtsort Steinbrück bei Geißelhardt
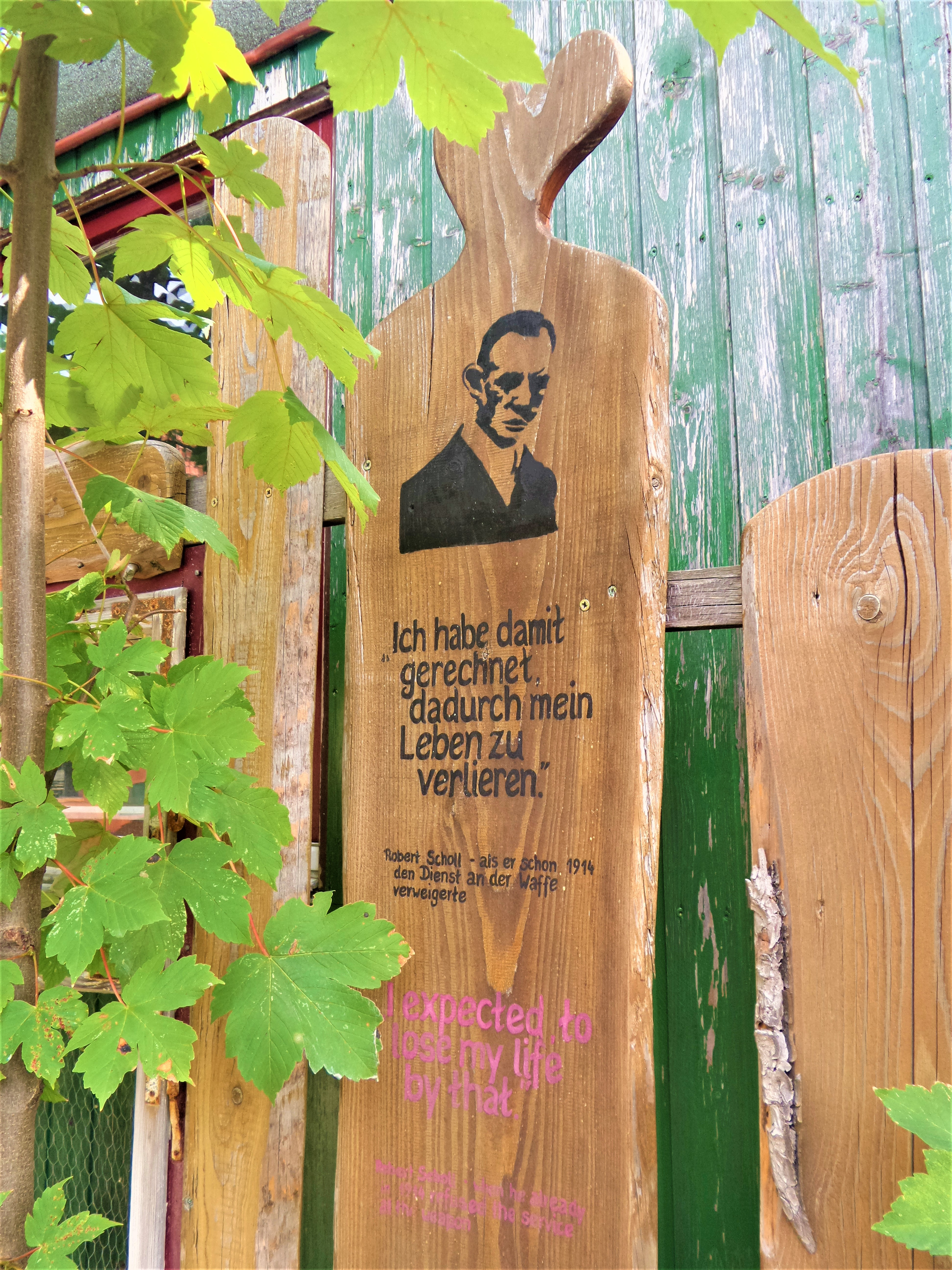
Zitat von Robert Scholl am Zaun der Geschichte in seinem Geburtsort Steinbrück bei Geißelhardt
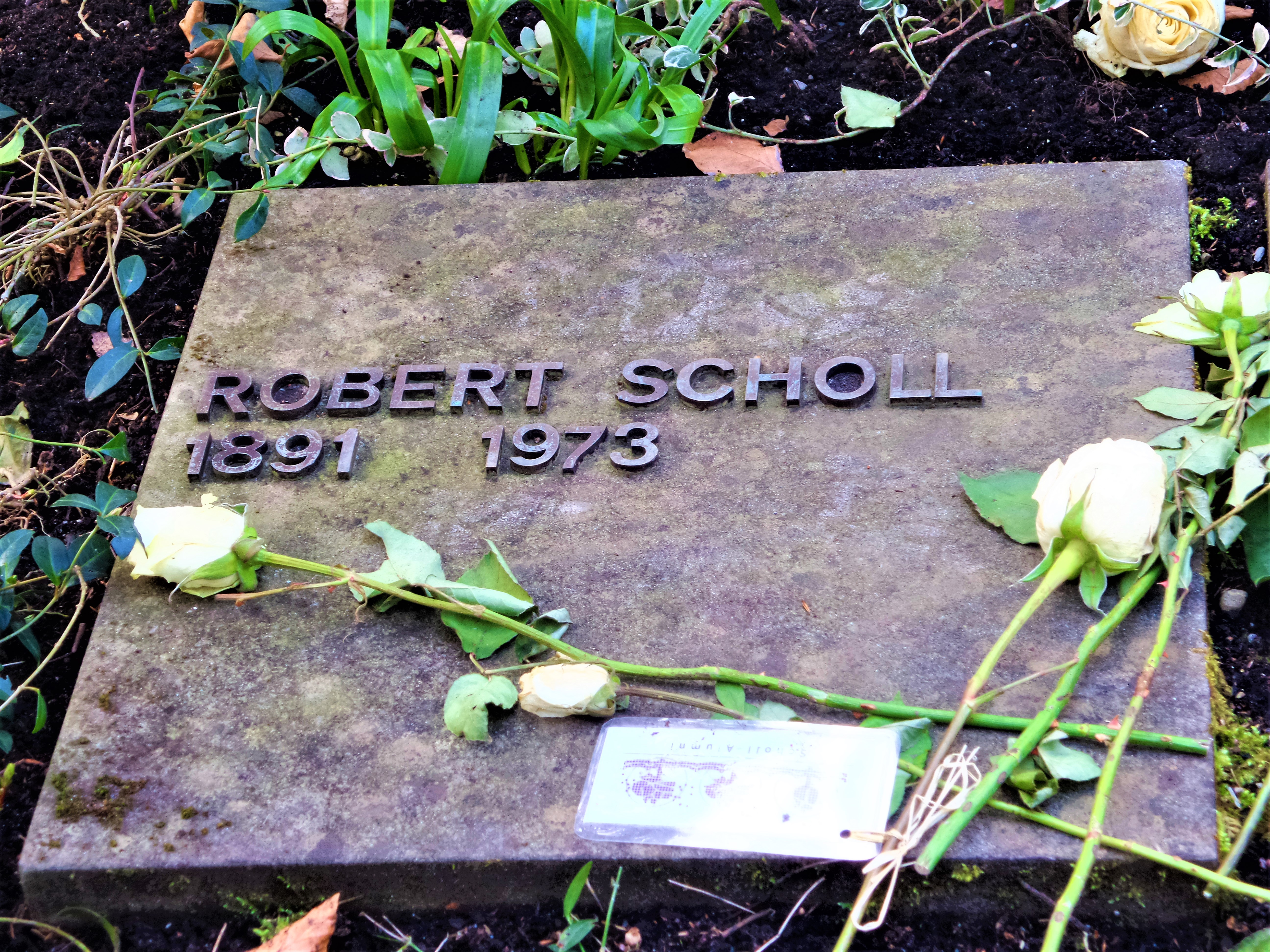
Grab von Robert Scholl auf dem Friedhof am Perlacher Forst in München (Grab Nr. 73-1-18)

## Veröffentlichungen (Auswahl)
- Robert Scholl: Zusammenbruch und Wiedergeburt einer Stadt. Bericht über den Wiederaufbau in Ulm von Oberbürgermeister Scholl., Aegis-Verlag, Ulm 1948
- Robert Scholl: Abkehr vom Kalten Krieg. (PDF; 416 kB) In: Blätter für deutsche und internationale Politik. Nr. 12, 1959.